# Georgia en la Copa Mundial de Rugby de 2023
La Selección de rugby de Georgia fue uno de los 20 participantes de la Copa Mundial de Rugby de 2023 que se realizó en Francia.
Fue la sexta participación de los Lelos en la Copa Mundial de Rugby.

## Plantel
El 28 de agosto de 2023, Levan Maisashvili anunció los 33 jugadores para el equipo de la Copa Mundial de Rugby de 2023.
| Nombre                | Posición       | Fecha de nacimiento     | Encuentros | Club                  |
| --------------------- | -------------- | ----------------------- | ---------- | --------------------- |
| Shalva Mamukashvili   | hooker         | 2 de octubre de 1990    | 100        | The Black Lion        |
| Luka Nioradze         | hooker         | 6 de abril de 1999      | 1          | Stade Aurillacois     |
| Tengiz Zamtaradze     | hooker         | 2 de enero de 1998      | 4          | The Black Lion        |
| Nika Abuladze         | pilar          | 20 de agosto de 1995    | 12         | Exeter Chiefs         |
| Beka Gigashvili       | pilar          | 17 de febrero de 1992   | 36         | Rugby Club Toulonnais |
| Guram Gogichashvili   | pilar          | 4 de septiembre de 1998 | 39         | Racing 92             |
| Luka Japaridze        | pilar          | 6 de septiembre de 1998 | 8          | Montpellier           |
| Mikheil Nariashvili   | pilar          | 25 de mayo de 1990      | 73         | The Black Lion        |
| Guram Papidze         | pilar          | 16 de junio de 1997     | 12         | Section Paloise       |
| Lado Chachanidze      | segunda línea  | 14 de mayo de 2000      | 13         | USON Nevers           |
| Nodar Cheishvili      | segunda línea  | 13 de noviembre de 1990 | 48         | The Black Lion        |
| Lasha Jaiani          | segunda línea  | 21 de abril de 1998     | 19         | USON Nevers           |
| Konstantin Mikautadze | segunda línea  | 1 de julio de 1991      | 84         | Aviron Bayonnais      |
| Mikheil Gachechiladze | ala            | 24 de diciembre de 1990 | 21         | The Black Lion        |
| Beka Gorgadze         | ala            | 8 de febrero de 1996    | 40         | Section Paloise       |
| Luka Ivanishvili      | ala            | 25 de noviembre de 2001 | 7          | The Black Lion        |
| Tornike Jalaghonia    | ala            | 12 de diciembre de 1998 | 24         | Biarritz              |
| Beka Saghinadze       | ala            | 29 de octubre de 1998   | 36         | Lyon Olympique        |
| Giorgi Tsutskiridze   | ala            | 26 de noviembre de 1996 | 31         | Stade Français        |
| Gela Aprasidze        | medio scrum    | 14 de enero de 1998     | 48         | Aviron Bayonnais      |
| Vasil Lobzhanidze     | medio scrum    | 14 de octubre de 1996   | 78         | Brive                 |
| Tengiz Peranidze      | medio scrum    | 6 de abril de 1998      | 1          | The Black Lion        |
| Tedo Abzhandadze      | medio apertura | 13 de junio de 1999     | 43         | Montauban             |
| Luka Matkava          | medio apertura | 5 de octubre de 2001    | 10         | The Black Lion        |
| Tornike Kakhoidze     | centro         | 16 de agosto de 2003    | 3          | The Black Lion        |
| Giorgi Kveseladze     | centro         | 11 de noviembre de 1997 | 48         | The Black Lion        |
| Merab Sharikadze (c.) | centro         | 17 de mayo de 1993      | 96         | The Black Lion        |
| Demur Tapladze        | centro         | 18 de marzo de 2000     | 28         | The Black Lion        |
| Mirian Modebadze      | wing           | 27 de octubre de 1997   | 25         | The Black Lion        |
| Aka Tabutsadze        | Wing           | 19 de agosto de 1997    | 31         | The Black Lion        |
| Alexander Todua       | wing           | 2 de noviembre de 1987  | 108        | The Black Lion        |
| Lasha Khmaladze       | zaguero        | 20 de enero de 1988     | 96         | Batumi RC             |
| Davit Niniashvili     | Zaguero        | 14 de julio de 2002     | 23         | Lyon Olympique        |

## Partidos de preparación
| 12 de agosto de 2023 | Georgia | 56 - 6 | Rumania |  |  |

| 19 de agosto de 2023 | Georgia | 22 - 7 | Estados Unidos |  |  |

| 26 de agosto de 2023 | Escocia | 33 - 6 | Georgia |  |  |

## Participación

### Grupo C
| Posición | Selección | Partidos | Partidos | Partidos  | Partidos | Tries a favor | Tantos  | Tantos    | Tantos     | Puntos extra | Puntos |
| Posición | Selección | jugados  | ganados  | empatados | perdidos | Tries a favor | a favor | en contra | diferencia | Puntos extra | Puntos |
| -------- | --------- | -------- | -------- | --------- | -------- | ------------- | ------- | --------- | ---------- | ------------ | ------ |
| 1.       | Gales     | 4        | 4        | 0         | 0        | 17            | 143     | 59        | +84        | 3            | 19     |
| 2.       | Fiyi      | 4        | 2        | 0         | 2        | 7             | 88      | 83        | +5         | 3            | 11     |
| 3.       | Australia | 4        | 2        | 0         | 2        | 11            | 90      | 91        | -1         | 3            | 11     |
| 4.       | Portugal  | 4        | 1        | 1         | 2        | 5             | 64      | 103       | -39        | 0            | 6      |
| 5.       | Georgia   | 4        | 0        | 1         | 3        | 14            | 64      | 113       | -49        | 1            | 3      |

#### Partidos
| 9 de septiembre de 2023 | Australia | 35 – 15 | Georgia | Stade de France, Saint-Denis |  |

| 23 de septiembre de 2023 | Georgia | 18 – 18 | Portugal | Stadium de Toulouse, Toulouse |  |

| 30 de septiembre de 2023 | Fiyi | 17 – 12 | Georgia | Estadio Matmut Atlantique, Bordeaux |  |

| 7 de octubre de 2023 | Gales | 43 – 19 | Georgia | Stade de la Beaujoire, Nantes |  |